# Арабо-хазарские войны
Ара́бо-хаза́рские во́йны (642—799) — серия вооружённых конфликтов между Хазарским каганатом с одной стороны, и преемствовавшими друг другу Праведным, Омейядским и Аббасидским халифатами с другой. В западной историографии из них иногда выделяют Первую арабо-хазарскую войну (около 642—652) и Вторую арабо-хазарскую войну (722 —737).
Конфликты разной силы между арабами и хазарами разгорались на протяжении VII—VIII веков. Их причиной было желание обеих сторон расширить своё влияние на Кавказе и в Закавказье.
Первая война началась с арабского набега на хазарскую территорию в 642/643 году. Десятилетие спустя попытка повторного набега завершилась разгромом арабской армии под предводительством Салмана ибн Раби при Беленджере.
Вторая война, ставшая наиболее масштабной по времени и интенсивности, началась в 1-м десятилетии VIII века и шла до 737 года. Её кульминацией стало вторжение хазарских войск под началом принца Барджиля на территорию современного Иранского Азербайджана в 730 году, когда хазары разгромили арабскую армию под предводительством Джарраха ибн Абдаллах аль-Хаками в битве при Ардебиле и проникли далеко вглубь территории Халифата, достигнув окрестностей Мосула. В 737 году последовал ответный арабский поход, в результате которого были взяты все крупные города Хазарии, включая Семендер, который был в те времена хазарской столицей, и Ал-Байда, где находилась ставка кагана. Каган был вынужден заключить мир, и хазарские набеги на долгое время прекратились. Однако нестабильность внутри Халифата заставила арабов срочно отступить на родину. Об их контроле над Хазарией не могло быть и речи, и попыток завоевать земли за Кавказом они больше не предпринимали.
Следующая война произошла уже при Аббасидах, в 762—764 годах. Хазарскому нашествию подверглись Албания, Армения и Грузия. Был штурмом взят Тифлис.
Последний крупный конфликт между арабами и хазарами произошёл в 799/800 году. Хазары вторглись на территорию Ширвана и грабили её более двух месяцев, пока не были отогнаны назад арабским наместником Язидом ибн Мазиядом аш-Шайбани. Иногда последней арабо-хазарской войной считают столкновение, которое имело место в 853/854 году, когда арабский полководец Буга ал-Кабир, сам хазарин по происхождению, совершил поход на хазар и алан и получил с них дань.
C IX века отношения Хазарии и Халифата были преимущественно мирными. Несмотря на то что границы Хазарии вплотную подходили к Дербенту, хазарские правители более не предпринимали попыток отбить южнокавказские земли у мусульман. Между странами была налажена процветающая торговля. В Хазарии возникла обширная мусульманская община, а халифы завели себе гвардию, набранную из хазарских солдат. В относящейся к середине X века «Еврейско-хазарской переписке» говорится о том, что хазары защищали арабские порты на Каспийском море от русских набегов.

## Предпосылки и причины
Арабо-хазарские войны были эпизодом долгой борьбы между жившими к северу от Кавказа различными кочевыми народами и расположенными к югу от него цивилизованными государствами, корни которой восходят к глубокой древности. Главными путями вторжений кочевников были Дарьяльское ущелье и Каспийские ворота, а потому расположенные южнее государства издавна стремились их контролировать. Именно поэтому шахи Государства Сасанидов проявляли к ним большой интерес и развернули в V—VI веках грандиозное фортификационное строительство в Дербенте, ставшем в будущем одним из ключевых мест столкновений хазар и арабов. В это время были возведены такие сооружения, как Дербентская стена и крепость Нарын-кала. В средневековье возникла легенда, согласно которой все эти укрепления возвёл Александр Македонский, заточив тем самым мифические племена Гог и Магог. Именно благодаря этой легенде Каспийские ворота получили своё второе название — Александровы ворота. Кроме того, раннесредневековые авторы ассоциировали Гог и Магог с хазарами, пришедшими на смену скифам и гуннам.

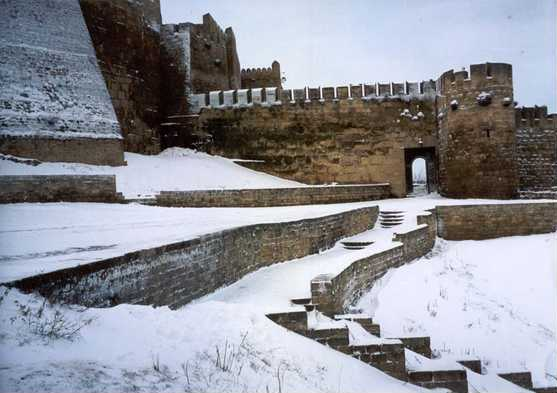
Укрепления в Дербенте, возведённые при Сасанидах в VI веке для защиты от кочевников с севера.

После того, как Арабский халифат покорил Государство Сасанидов, арабы сами встали перед проблемой защиты своих северных рубежей от степняков. Однако в отличие от персов, занявших глухую оборону, арабы, следуя мусульманской концепции о разделении мира на Дар аль-Ислам («Пространство ислама») и Дар аль-харб («Пространство войны»), считали своим долгом исламизировать языческие племена кочевников и включить их земли в состав своей державы.
Кроме того, арабо-хазарские войны были в некоторой степени связаны с арабо-византийской борьбой за восточную часть Малой Азии. Византийские императоры понимали, что Хазарский каганат может быть для них очень ценным союзником против мусульман и стремились укрепить отношения с ним. Поэтому в 705 году император Юстиниан II взял в жёны хазарскую принцессу. Возможность хазар и византийцев взаимодействовать через территорию Армении представляла для Халифата серьёзную опасность, особенно учитывая относительную близость Армении к Сирии, в которой располагалась столица Омейядов — Дамаск. Поэтому некоторые византисты, в частности, Дмитрий Оболенский, называют главной причиной арабо-хазарских войн стремление мусульман лишить Византию сильного союзника в лице Хазарии. Однако более вероятно, что сами византийцы побуждали хазар атаковать Халифат, стремясь убавить растущее напряжение у своих восточных границ. Чуть позже, в 733 году, другой византийский император, Лев III Исавр, ради укрепления хазаро-византийского союза женил своего сына и наследника Константина на хазарской принцессе Чичак.
Также в качестве дополнительного повода для конфликтов было выдвинуто предположение, что арабы стремились с их помощью взять под свой контроль северную ветвь Великого шелкового пути. Однако историк Джеральд Мако оспаривает эту утверждение, указывая, что затухание арабо-хазарских конфликтов относится как раз ко времени наивысшего расцвета шёлкового пути, то есть ко второй половине VIII века.

## Театр военных действий
Объектом хазарских набегов были две закавказские провинции Халифата: Арминийа, включавшая в себя Картли, Албанию (Арран) и собственно Армению (центр Двин, с 752 года Бердаа) и Азарбайджан (примерно соответствует совр. Иранскому Азербайджану, центр Марага, самый крупный город Ардебиль). Как минимум дважды боевые действия достигали провинции эль-Джазира (Северная Месопотамия, центр Мосул). В Закавказье только западная часть современной Грузии и Абхазия оставались свободны от столкновений двух держав.
Главными целями арабских войск был Дербент, который арабы многократно захватывали, но не могли удержать, и расположенные за ним хазарские города: Беленджер (Баланджар) (по некоторым данным первая столица Хазарии, в большинстве описаний предстаёт как отдельная область с собственным правителем) и Семендер (Самандар). Оба города находились в пределах современного Дагестана. Самым удалённым хазарским пунктом выступает ал-Байда. Местоположение этого города не известно. Возможно, он находился в устье Волги, на месте будущей хазарской столицы Итиля, по другой точке зрения, это была кочевая ставка правителя.
В войну были втянуты и другие страны Кавказа: мелкие владения в Горном Дагестане, которые поддерживали ту или иную сторону в зависимости от обстоятельств, и Алания, на территории которой находился второй стратегический проход через горы. За редким исключением аланы выступали на стороне хазар. Они оставались в вассальной зависимости от каганата до середины X века.

## Первая арабо-хазарская война
Хазары впервые появились в Закавказье во времена ирано-византийской войны 602—628 годов, как часть Западно-тюркского каганата и, вероятно, основа его войск. Тюркские войска взяли Дербент и помогли византийцам в осаде Тифлиса. Их содействие в значительной степени помогло Византии выиграть эту войну. В течение последующих нескольких лет хазары контролировали территорию Иберии, Албании и Атропатены. В Албании они установили свою администрацию и взимали подати, руководствуясь прежними персидскими переписями. В 630 году в результате внутренних смут, охвативших Западно-Тюркский каганат, хазары покинули Албанию.
Конфликт между арабами и хазарами начался в результате быстрой экспансии Арабского халифата. Армии мусульман разгромили ослабленных кровопролитной войной византийцев и персов, и в 640 году достигли Армении. По сообщению ат-Табари, в 642/643 году арабские войска под командованием Абд ар-Рахмана ибн Раби совершили первый рейд в земли хазар, достигнув Беленджера и ал-Байда, после чего с большой добычей благополучно возвратились в Дербент. Проблема однако в том, что никто из других арабских авторов не упоминает об этом походе, поэтому многие историки отрицают его достоверность. С другой стороны, подобные стремительные рейды на заре арабских завоеваний были обычным делом. В 645/646 году арабы и хазары вновь встретились на поле боя, когда в битве при Каликале в верховьях Евфрата была разбита византийская армия, в составе которой находился контингент из алан, абхазов и хазар. В 652/653 году, мусульмане, под началом Салмана ибн Рабиа (по другой версии — его брата, Абд ар-Рахмана ибн Раби) 4-тысячной армией двинулись на Беленджер, но потерпели сокрушительное поражение в битве под городом. Обе стороны в сражении применяли катапульты, метающие снаряды. Погибший арабский полководец стал объектом религиозного почитания с обеих сторон. Хазары поместили его тело в изготовленный из камыша саркофаг и стали использовать как магическое средство для вызова дождя. В исламском мире Салман и другие видные участники похода были признаны мучениками за веру.
Вспыхнувшая в 656 году гражданская война заставила арабов сосредоточиться на внутренних проблемах, покинуть Закавказье и прекратить попытки покорить Хазарию вплоть до начала VIII века. Закавказские страны признали себя вассалами халифа, но сохранили независимость, лавируя между арабами и Византией. Им пришлось самим отражать набеги кочевников, которые стали регулярными. Дважды, в 664 и 681 годах, в Албанию вторгались вассалы и ближайшие соседи хазар, известные как «гунны». Чтобы избавиться от опасности с их стороны, правитель Албании Джеваншир породнился с правителем гуннов Алп Илутвером, а в 682 году к гуннам был направлен епископ, который обратил в христианство самого Алп Илутвера и местную знать. Однако утвердить христианство среди кочевников не удалось — вероятно, из-за отрицательного отношения к этому хазар. Собственно хазарские войска вторгались в Албанию в 661/662 году, но потерпели поражение. Ещё одно, уже успешное, крупномасштабное хазарское вторжение произошло летом 685 года — хазарам удалось захватить большую добычу и множество пленных. Правители всех трёх стран: Армении, Иберии и Албании погибли в сражении. Хазары обложили Албанию данью, в дополнение к той, которую она уже платила одновременно Византии и Халифату. По-видимому, хазарский набег был даже более глубоким, чем считалось прежде: по свидетельству Халифы ибн Хаййата, хазарам удалось достичь Мосула, где в сражении с ними погиб один из арабских эмиров.

## Вторая арабо-хазарская война

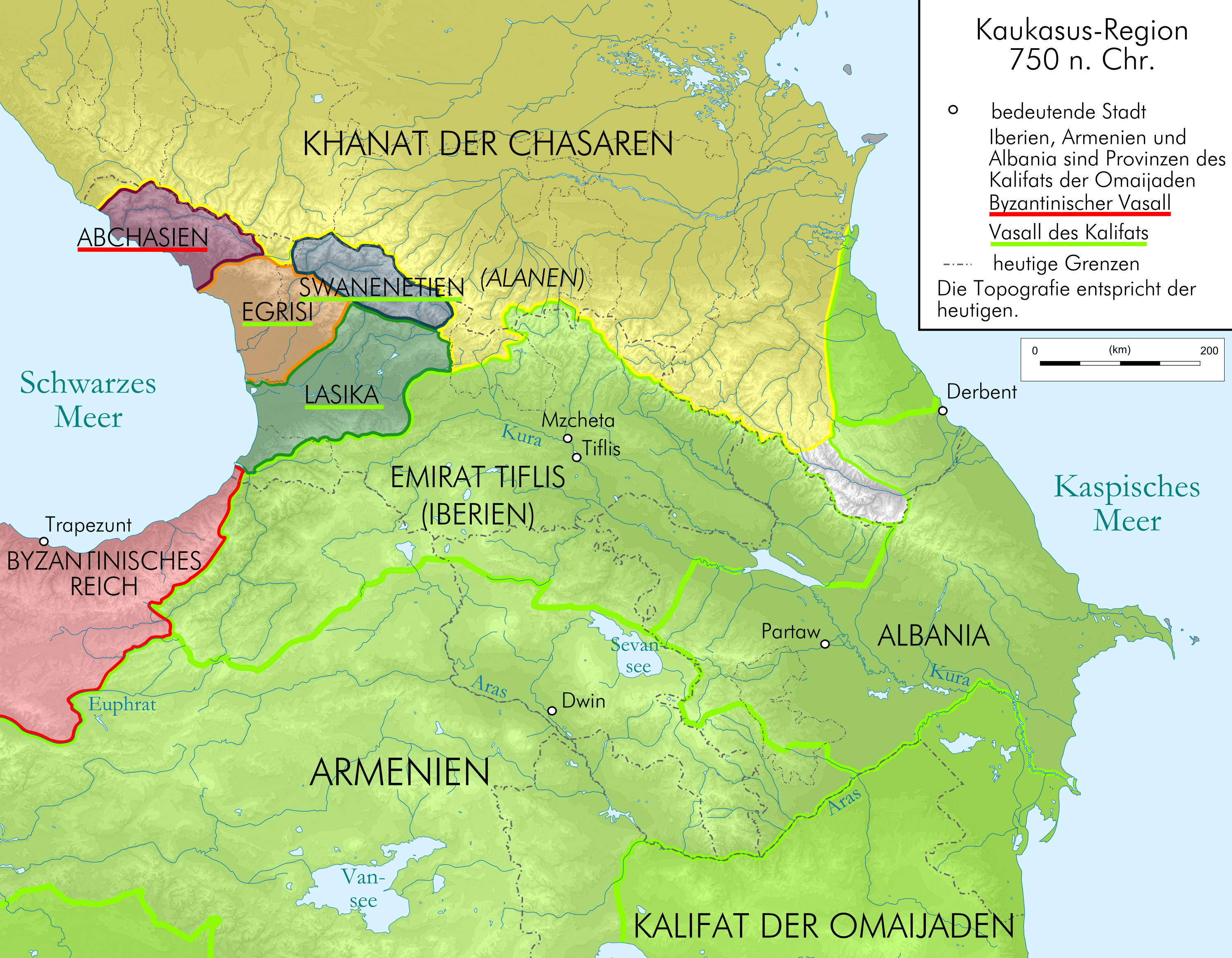
Карта Кавказа в 750 году.

К началу VIII века политическая ситуация на Кавказе значительно изменилась: Византия пришла в упадок, Арабский халифат под властью Омейядов наоборот окреп. Арабы вернули себе контроль над Закавказьем. В Албании они упразднили власть местной династии Михранидов, а в Армении подавили широкомасштабное восстание в 705 году. Война за право владеть Закавказьем между Халифатом и Хазарией стала неизбежной.

### Начало войны
Конфликт вновь разгорелся приблизительно с 706 года, когда арабы предприняли попытку вернуть под свой контроль Дербент. Несколько лет город переходил из рук в руки. В 713/714 годах омейядские войска под началом Масламы, сына халифа Абдул-Малика ибн Мервана захватили эту стратегическую крепость, после чего продвинулись дальше на север, безуспешно пытаясь покорить земли «гуннов». В ответ хазары начали совершать набеги на Кавказскую Албанию, а в 717/718 году собрали большую армию и вторглись в иранскую область Азербайджан (южнее реки Аракс), откуда были изгнаны обратно арабскими войсками под командованием Хатин ибн ан-Нумана. Основная часть арабской армии под руководством Масламы в этот момент осаждала Константинополь и, надо полагать, что действия хазар были очень полезны византийцам.
После нескольких лет затишья, новая фаза войны началась в 722 году. Годом раньше, в 721/722, хазары воевали с аланами, что заставляет предполагать наличие каких-то трений между союзниками. В феврале-марте 722 года 30-тысячная хазарская армия вторглась в Армению и нанесла сокрушительное поражение мусульманским войскам. В ответ халиф Язид II послал одного из лучших своих полководцев, Джарраха ибн Абдаллаха аль-Хаками, вместе с 25-тысячной сирийской армией против хазар. Войска Джарраха изгнали хазар из Армении, захватили Дербент и напали на Беленджер. Хазары пытались защитить город, окружив его кольцом из связанных повозок, но арабам удалось его прорвать и 21 августа 722 года они ворвались в город и разрушили его. Часть населения бежала на север, а пленные были утоплены в окрестной реке. Сам же правитель Беленджера бежал и укрылся в Семендере, но после того, как Джаррах отдал ему захваченных в плен жену и детей, вернулся и признал власть арабов. Арабская армия захватила много добычи, и солдаты получили большие денежные суммы. Тем не менее, основные силы хазар ещё не были разбиты, и возможность их нападения заставила арабов отказаться от захвата Семендера и отодвинуть войска обратно в Закавказье. В ответ хазары двинулись на юг, но в феврале 724 года Джаррах нанёс им сокрушительное поражение в длившейся несколько дней битве между реками Кура и Аракс. Вскоре после этого Джаррах провёл ещё несколько удачных кампаний на Кавказе, захватив Тифлис и превратив в арабских вассалов Иберию и алан. Во время этих походов он стал первым арабским полководцем, пересёкшим Дарьяльское ущелье, и открыл тем самым мусульманским войскам новый путь в земли хазар.
В 725 году новый халиф, Хишам ибн Абдул-Малик, передал полномочия Джарраха своему брату Масламе. Однако, Маслама остался в Джезире и занимался в основном атаками на Византию. Командование же кавказским войсками взял на себя Харис ибн Амр ат-Таи. На протяжении всего года он укреплял арабскую власть в Закавказье и провёл несколько военных походов против местных племён. Также он, вероятно, имеет некоторое отношение к прошедшей в том же году переписи населения. Однако в 726 году хазары под командованием принца Барджиля начали масштабное наступление на территорию Кавказской Албании. При этом, осаждая крепости, они использовали патереллы. И хотя Харису удалось разбить хазар у реки Аракс, в целом положение арабов оказалось очень шатким.
Сложившаяся ситуация заставила Масламу лично взять командование войсками на Кавказе. Он прибыл на фронт в 727 году, взяв с собой, вероятно, подкрепления из Сирии, и возглавил наступление на хазар. Арабской войско пересекло Дарьяльское ущелье и вернулось обратно к наступлению зимы. Чего они добились этим не ясно, но когда в следующем году Маслама повторил вторжение, оно закончилось катастрофой. Арабские источники сообщают, что войска мусульман сражались в течение 30 или даже 40 дней в грязи и под проливным дождём, из за чего кампания получила название «грязный поход». В итоге арабы одолели хазар 17 сентября 728 года. Однако насколько велика была эта победа сказать трудно: когда арабы возвращались домой, они попали в хазарскую засаду, после чего просто бежали, бросив обозы. После этой «победы» Маслама вновь был заменён на Джарраха. В 729 году арабы потеряли контроль над северо-восточным Закавказьем. В Хазарии в это время скончался правивший каган, и власть оказалась в руках его матери — ханши Парсбит. Очевидно, она была регентшей при несовершеннолетнем наследнике. По предположению Игоря Семёнова, беспрецедентно масштабный поход хазар, предпринятый в следующем году, мог быть вызван желанием отомстить за смерть своего правителя.

### Битва при Ардебиле и ответные действия арабов
В 730 году арабская армия под командованием Джарраха вышла из Тифлиса, пересекла Дарьяльское ущелье и вторглась на территорию хазар. Арабские источники сообщают, что Джарраху удалось взять ал-Байда, но современные историки, такие как Михаил Артамонов и Халид Бланкиншип, считают это маловероятным. В ответ хазары атаковали арабские территории в Закавказье, собрав огромную армию, куда вошли ополчения со всех подвластных каганату племён. По эль-Куфи, армия насчитывала 300 тысяч человек. Вероятно, это число завышено, (как и практически все цифры, которыми оперируют источники), однако несомненно, что масштаб нашествия был экстраординарным. Хазары пересекли Кавказ по Дарьяльскому ущелью (по др. данным также через Дербент и иные проходы) и, обойдя арабское войско, осадили Ардебиль — главный город Азербайджана, в стенах которого жило около 30 тысяч человек. Успеху хазар способствовало то, что они были хорошо осведомлены о местонахождении арабских войск — такую информацию им предоставил правитель Грузии. Как только Джаррах узнал о вторжении, он отступил в Закавказье, двинулся на Ардебиль и атаковал хазар. После двухдневного сражения, произошедшего 6—8 декабря 730 года, хазары под предводительством сына кагана — Барджиля практически полностью уничтожили 25-тысячную арабскую армию. После этого они взяли город и рассеялись по стране для грабежа, дойдя до Диярбакыра и Мосула, расположенных совсем недалеко от Дамаска, столицы Омейядского халифата.
Поражение под Ардебилем стало настоящим шоком для мусульман, которым впервые пришлось встретиться с врагом в самом сердце Халифата и впервые в сражении погиб сам наместник. Халиф Хишам направил против хазар Саида ибн Амр аль-Хараши, одного из лучших своих военачальников. Несмотря на то, что силы, которые удалось собрать Саиду (среди его воинов были и некоторые беженцы из Ардебила, которых убедили сражаться, заплатив десять золотых динаров), были весьма скромными, ему удалось отбить Ахлат, город неподалёку от озера Ван. После этого он двинулся на северо-восток, освободил ещё несколько городов и встретился с 10-тысячной хазарской армией у Баджарвана. Арабам удалось одержать победу и освободить бывших с ними пленников. После этого Саид отправился на север, вслед за уцелевшими хазарами. Однако, несмотря на свой успех, он был лишён должности в начале 731 года и даже на некоторое время оказался в тюрьме из-за завистливого Масламы, вновь назначенного халифом на пост наместника Арминии и Азарбайджана. После этого Маслама сам возглавил войска и повёл их на север. Он достиг Дербента, занятого хазарским гарнизоном. Обойдя крепость Маслама продолжил преследование отступающих хазар, захватив по пути Беленджер и Семендер. Вскоре после этого он столкнулся с хазарским войском, возглавляемым самим каганом. Несмотря на то, что в произошедшем сражении погиб принц Барджиль, мусульманам пришлось отступить обратно в Закавказье. Около Дербента, в местечке под названием Баб-Вак, на них вновь напали хазары, но арабы вырыли траншеи и разгромили их. В этом сражении был ранен каган. После этого Маслама выманил врагов из Дербента, отравив им воду в колодцах. Только с этого момента контроль над стратегической крепостью окончательно перешёл к арабам. Маслама оставил в городе 24-тысячное сирийское войско и вернулся на зиму с основными силами в Азербайджан. В это же время хазары восстановили свои разрушенные поселения. Несмотря на взятие Дербента, халиф был не доволен действиями Масламы и в марте 732 года заменил его на своего брата Марвана ибн Мухаммада, в будущем ставшего последним правителем Омейядского халифата.
Весной 732 года Марван собрал 40-тысячную армию и двинулся с ней на земли хазар. Что было после этого, не совсем понятно. Согласно ал-Куфи, арабы достигли Беленджера и вернулись, захватив много скота. Однако, эта кампания подозрительно сильно схожа с предыдущими походами Масламы, а потому подлежит сомнению. Халифа ибн Хайат в свою очередь сообщает, что экспедиция продвинулась к северу от Дербента, после чего вернулась в него на зиму. В это же время Марван предоставил армянскому царю Ашоту III Багратуни широкую автономию в обмен на увеличение количества рекрутов из Армении. Современные историки считают это признаком резкой нехватки людских ресурсов, с которой столкнулся Халифат.
Кроме того, в это же время хазары и византийцы возобновили свой союз против арабов, скрепив его в браком византийского царевича Константина, сына императора Льва III Исавра, и дочерью кагана Вирхора принцессой Чичак в 733 году.

### Поход Марвана на Хазарию
После 732 года на арабо-хазарской границе начался период затишья. Весной 733 года Марван был сменён на посту наместника Закавказья Саидом аль-Хараши. Однако, он больше не предпринимал никаких военных действий против хазар, а в 735 году Саид потерял зрение и ушёл в отставку. Вновь получивший должность наместника Марван вплоть до 737 года не предпринимал каких-либо серьёзных походов против Хазарии, ограничившись лишь несколькими экспедициями против мелких кавказских царьков. Историк Халид Бланкиншип объясняет это бездействие истощением людских ресурсов Омейядского халифата, проводя параллель с точно таким же затишьем, наступившем в это же время на арабских рубежах в Мавераннахре. Такие авторы как Михаил Артамонов и Анатолий Новосельцев видят в этом тактический ход Марвана, использованный им для того, чтобы выиграть время на подготовку к новому вторжению и обезопасить свой тыл.
Как бы там ни было, в 737 году арабы подготовили широкомасштабное вторжение с целью навсегда положить конец войнам с хазарами. Незадолго до экспедиции Марван лично посетил Дамаск чтобы убедить халифа Хишама поддержать его начинание. Его попытка увенчалась успехом: под арабские знамёна встало около 120 тысяч воинов, среди которых была регулярная армия из Сирии, армянские войска Ашота Багратуни и добровольцы, желавшие участвовать в джихаде. Это число вероятно является преувеличением, однако, независимо от реального размера армии Марвана, это была огромная по тем временам сила и безусловно самая большая арабская армия, когда либо посылавшаяся против хазар. Для начала Марван решил обеспечить себе надёжный тыл, а потому подчинил все армянские группировки, враждебные арабам или вассальному им Ашоту Багратуни. После этого арабские войска двинулись на подконтрольную Византии Абхазию и осадили Анакопию. Однако, Марвану вскоре пришлось увести войска из-за вспышки в них дизентерии.
Завершив покорение Закавказья, Марван начал наступление на Хазарию. Войска были разделены на две части: 30-тысячный отряд под командованием наместника Дербента, Асида Зафита ибн ас-Суларни, пересекли Каспийские ворота, в то время как основные силы, возглавляемые лично Марваном, вторглись в земли хазар через Дарьяльское ущелье. Оба отряда вновь встретились у Семендера, после чего отправились на север, и, согласно арабским источникам, захватили ал-Байда, волжскую столицу Хазарии. Саму же хазарскую армию арабы настигли на берегах «Славянской реки» — Волги (по другим оценкам — Дона). В начавшемся сражении пали 10 тысяч хазар и их военачальник, Хазар-тархан, ещё около 7 тысяч попало в плен. В результате каган сам запросил мира, принял ислам и признал себя вассалом Халифата. Кроме того, арабы привели к себе на родину много хазарских и славянских пленников, которые были расселены в Закавказье. Согласно арабскому историку аль-Белазури, 20 тысяч славян было поселено в Кахетии, хазар же переселили в Лезгистан. Однако, славяне вскоре убили своего арабского наместника и бежали на север, но Марван нагнал их и всех перебил.
Поход Марвана в 737 году стал кульминацией арабо-хазарских войн, но фактически он не повлёк за собой каких-либо серьёзных последствий. Хазары перестали совершать крупные набеги на арабов, но признание ими арабского господства и принятие каганом ислама очевидно было номинальным или носило кратковременный характер. Марвану удалось нанести Хазарии сокрушительное поражение, но он не имел сил для длительного контроля над её землями, а потому хазары сохранили свою независимость. Кроме того, около 740 года хазары приняли иудаизм, стремясь подчеркнуть свою независимость как от христианской Византии, так и от мусульманского Халифата.
Тем не менее, какими бы ни были последствия этой кампании, хазарские набеги на Омейядский халифат действительно прекратились на несколько десятилетий. Арабы же продолжали военные действия на Кавказе до 741 года и направлены они были в основном против мелких северокавказских владетелей. Однако эти кампании имели в основном грабительский интерес и не несли целей завоевательного характера. Несмотря на успех в войнах с хазарами, граница Омейядов стабильно установилась в районе Дербента. Бланкиншип также критикует долгосрочные последствия второй арабо-хазарской войны: арабские расходы на неё были очень велики и они были просто не в состоянии их возместить. Кроме того, необходимость держать в Дербенте большой гарнизон ещё сильнее истощила и без того перегруженную сирийскую армию, на которую и опирался режим Омейядов. В конце концов, именно ослабление сирийской армии стало одной из важнейших причин падения Омейядского и рождения Аббасидского халифатов в результате гражданской войны 740-х годов.

## Поздние конфликты
С установлением в мусульманском мире власти Аббасидов хазары возобновили свои набеги в Закавказье.
Первый конфликт хазар с новым Аббасидским халифатом разгорелся в 762/763 году из-за дипломатического скандала. Стремясь укрепить отношения с Хазарским каганатом, халиф аль-Мансур приказал своему наместнику в Закавказье, Язиду ибн Асиду Зафиру ибн ас-Сулами, жениться на дочери хазарского кагана Багатура. Каган согласился и отправил свою дочь на юг с приданным в 100 тысяч дирхемов, в сопровождении 10 тысячной свиты, табунов лошадей, верблюдов, скота и 20 повозок с золотыми и серебряными вещами. Принцесса приняла ислам и стала женой наместника, родив ему двоих сыновей. Однако спустя два года и четыре месяца, в 762/763 году, она и её дети внезапно умерли. Разъярённый каган решил, что арабы отравили его дочь, и объявил им войну. В 762—764 годах огромное хазарское войско вторглось в Закавказье под началом полководца Рас-тархана, разорило Кавказскую Албанию, Иберию, Армению и сожгло Тифлис. Халифу Мансуру пришлось прибегнуть к экстраординарным мерам: выпустить из тюрем 7 тысяч заключенных и отправить их в Закавказье. Самому Язиду удалось избежать плена, но хазары вернулись домой с тысячами пленников и множеством трофеев. Тем не менее, когда через несколько лет, в 780 году, свергнутый правитель Иберии Нерсе попросил хазар вторгнутся в Закавказье и восстановить его на троне, они отказались. Вероятно, это в некоторой степени связано с ухудшением хазаро-византийских отношений из-за возникших территориальных споров в Крыму. Примерно в это же время хазары помогли абхазскому царю Леону II (его мать была дочерью хазарского кагана) выйти из подчинения Византии.
Последняя крупная арабо-хазарская война произошла в 799/800 году. Поводом к ней, так же как и в предыдущий раз, стала неудачная женитьба. Арабские источники связывают конфликт с тем, что брат аббасидского визиря Фадл ибн Яхья Бармакид хотел жениться на дочери кагана, но она погибла по пути на юг. В то же время Ат-Табари сообщает, что хазары были приглашены знатным арабом для того, чтобы отомстить за казнь своего отца, наместника Дербента, военачальнику Саиду ибн Сальме. Как бы там ни было, арабские источники сообщают, что хазары в течение 70 дней безнаказанно разоряли Закавказье, а затем отступили при приближении арабских войск под командованием Язида ибн Мазияда. Заключительный хазарский набег примечателен ещё тем, что это был последний зафиксированный случай, когда боевые действия возглавлял лично каган. В последующее время каганы армией не командовали, потому что были отстранены от реальной власти.
В середине IX века имело место ещё одно столкновение между хазарами и арабами, подробности которого, однако, почти не известны. Закавказские владения Халифата в этот момент были охвачены восстанием, причём в нём участвовали не только армянские князья, но и арабские наместники, такие как эмир Тифлиса (он и многие другие влиятельные мусульмане принадлежали к оппозиционному движению мутагаллибов). Причиной возмущений стал непомерный налоговый гнет. Для подавления мятежа халиф аль-Мутаваккиль снарядил 120-тысячное войско, во главе которого был поставлен полководец Буга аль-Кабир (Буга Старший), сам хазарин по происхождению. В 852 году он успешно подавил большинство очагов сопротивления в Армении, а затем в августе 853 года взял Тифлис, при этом в городе заживо сгорели 50 тыс. жителей. После этого на Бугу напал абхазский царь Феодосий, но потерпел поражение и отступил в сторону Алании. Преследуя его, Буга двинулся к Аланским воротам, путь к которым лежал через владения славящегося своей воинственностью и непокорностью горного племени санарийцев (цанаров) в пределах современной Кахетии. С призывом о помощи горцы обратились к трём правителям: владетелям Византии, хазар и славян. То, что произошло дальше, не совсем понятно. Источники говорят об упорной, но безуспешной попытке арабов разбить санарийцев (по сообщению Товмы Арцруни, между ними произошло 19 сражений), и сообщают, что Буга не смог попасть в Аланию из-за обильного снегопада и падежа коней, который поразил арабское войско. Однако, по-видимому, Буга всё же перешёл Кавказ и достиг Хазарии. Лаконичная запись в «Хронике Ширвана и Дербенда» утверждает, что Буга победил хазар и алан и взял с них джизию — подушную подать, которую арабы взимали с неверных. Этот же источник сообщает, что тогда же наместник Дербента Мухаммед б. Халид предпринял набег на неверных в окрестностях города. Грузинская летопись и Белазури, ничего не говоря о самом факте столкновения, сообщают под следующим, 854/855 годом, что Буга привёл с собой 100 семей алан и 300 семей хазарских мусульман. Хазары были поселены в городе Шамкор, который пребывал в запустении, с тех пор как столетие назад его разрушили восставшие савиры — кочевники, переселённые при таких же обстоятельствах. Белазури называет этих хазар «мирными». Некоторые историки интерпретируют это как указание на то, что они были не военнопленными, а добровольными переселенцами. Например, Артамонов предположил, что они спасались от религиозных гонений в Хазарии. Несмотря на успех, Буга вызвал опасение у халифа в намерении сговориться с соплеменниками, и в 856 году был отозван из Закавказья.

## Последствия

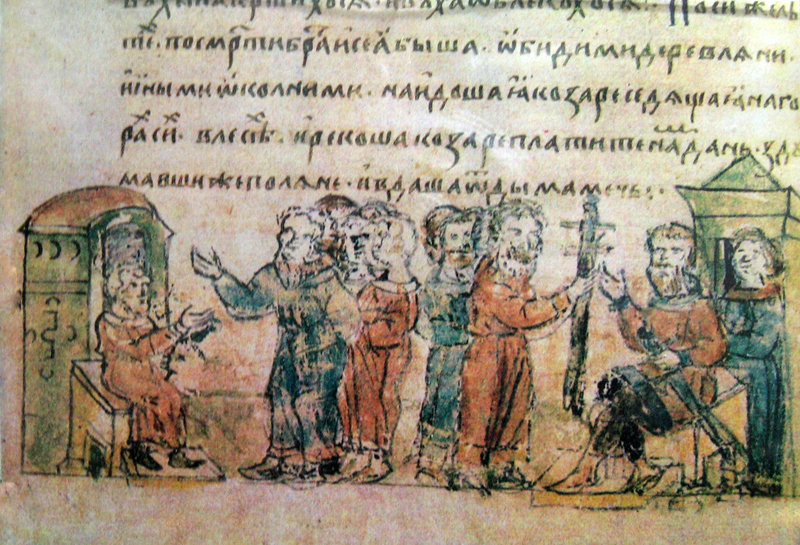
На этом фрагменте радзивилловской летописи поляне платят дань хазарам.

Арабо-хазарские войны остановили арабскую экспансию в Восточную Европу, установив северный предел владений Халифата по линии Большого Кавказского горного хребта. В то же время война оказала пагубное влияние и на Хазарию: массы булгарского и аланского населения бежали со ставшего опасным из-за постоянных военных действий Кавказа в Крым, на Дон, а также в Среднее Поволжье, где в IX веке возникла Волжская Булгария. Хазары перенесли свою столицу из дагестанского Семендера в поволжский город Итиль, подальше от владений мусульман. Дагестан же из центральной области страны превратился в её южную окраину. Неудачи в войнах с арабами заставили хазар переориентировать свою внешнюю политику на славянские земли, из-за чего южные восточнославянские племена превратились в их данников.
Кроме того, арабо-хазарские войны постоянно перетягивали на Кавказ большие силы арабов от границ враждебной им Византийской империи. Это помогло византийцам на какое-то время сдержать натиск мусульман и сохранить под своим контролем Малую Азию.